# Une tarte pour Tom
Pour plus de détails, voir Fiche technique et Distribution.
Une tarte pour Tom (Quiet Please!) est le 22e court métrage d'animation de la série américaine Tom et Jerry réalisé par William Hanna et Joseph Barbera et sorti le 22 décembre 1945. Il s'agit du troisième cartoon de la série à gagner un Oscar du meilleur court métrage d'animation.